# Fútbol en Nauru
El fútbol es un deporte de poca relevancia en el país de la isla de Nauru. No hay una federación de fútbol local, por lo que el país no es miembro ni de la OFC, ni de la FIFA, no tiene selección nacional, ni liga propia, aunque en el pasado hubo equipos no oficiales.

## Historia
En Nauru el fútbol australiano y el rugby son los deportes más populares, los cuales fueron introducidos a la isla durante principios del siglo XX por los australianos que trabajaban en la industria de los fosfatos.
El fútbol fue introducido en la década de 1960, por trabajadores provenientes de países cercanos como Kiribati, Islas Salomón y Tuvalu. Tomó cierta relevancia durante un período, llegando a establecerse seis equipos en una liga local.
Un colapso de la economía nauruana en la década de 1990, seguido por una compulsiva repatriación de inmigrantes, condujo a una fuerte disminución de la población del país en 2002. Esto afectó severamente otros deportes como el fútbol australiano y el rugby. En 2009 un artículo de World Soccer señaló que el fútbol fue dejado de lado en Nauru, y que era improbable que el país pudiera enviar un equipo a los Juegos del Pacífico (el principal torneo regional para equipos no pertenecientes a la FIFA).

## Equipos representativos
La Rec.Sport.Soccer Statistics Foundation (RSSSF) sugiere que es "muy probable que nunca se haya organizado un seleccionado de fútbol oficial en Nauru". Sin embargo, equipos representativos no oficiales han sido organizados en al menos dos ocasiones. El 2 de octubre de 1994, un combinado de Nauru jugó contra un equipo de trabajadores expatriados de las Islas Salomón en Denigomodu; el resultado final fue un triunfo 2-1 del conjunto local. Otro equipo de Nauru se conformó en el año 2014, el cual enfrentó a un equipo del Centro de Procesamiento Regional Nauru con motivo del Día Mundial de los Refugiados. En 2018, Nauru fue invitado a competir en los Juegos de Micronesia, pero rechazó la oferta debido a problemas financieros.